# Laak, Davao de Oro

Bản đồ của Compostela Valley với vị trí của Laak

Laak là một đô thị hạng 2 ở tỉnh Compostela Valley, Philippines. Theo điều tra dân số năm 2000, đô thị này có dân số 59.450 người trong 11,904 hộ.

## Các đơn vị hành chính
Laak được chia thành 40 barangay.
| - Aguinaldo - Banbanon - Binasbas - Ceboleda - Ilpapa - Kaligutan - Kapatagan - Kidawa - Kilagding - Kiokmay - Langtud - Longanapan - Naga - Laak | - San Antonio - Amorcruz - Ampawid - Andap - Anitap - Bagong Silang - Belmonte - Bollukan - Concepcion - Datu Ampunan - Datu Dabaw - Doña Josefa - El Katipunan | - Imelda - Inakayan - Mabuhay - Makopa - Malinao - Mangloy - Melale - New Bethlehem - Panamoren - Sabud - Sta Emilia - Sto Niño - Sisimon |